# Ивичесто зайцеподобно кенгуру
Ивичестото зайцеподобно кенгуру (Lagostrophus fasciatus) е вид бозайник от семейство Кенгурови (Macropodidae). Видът е световно застрашен със статут уязвим.

## Разпространение
Разпространен е на островите Берние и Доре край Западна Австралия.